# European Film Award du meilleur directeur de la photographie
Le Prix du cinéma européen du meilleur directeur de la photographie (European Film Award for Best Cinematographer) est une récompense cinématographique décernée depuis 1989 par l'Académie européenne du cinéma lors de la cérémonie annuelle des Prix du cinéma européen.
La récompense est aussi appelée Prix Carlo Di Palma.

## Palmarès

### Années 1980 - 1990
- 1989 : Ulf Brantas et Jörgen Persson pour Les Femmes sur le toit (Kvinnorna Pa Taket)
- 1990 : Tonino Nardi pour Portes ouvertes
  - Pierre Lhomme pour Cyrano de Bergerac
- 1991 : Walther van den Ende pour Toto le héros
- 1992 : Jean-Yves Escoffier pour Les Amants du Pont-Neuf
- 1993 - 1996 : non décerné
- 1997 : John Seale pour Le Patient anglais (The English Patient)
- 1998 : Adrian Biddle pour Le Garçon boucher (The Butcher Boy)
- 1999 : Lajos Koltai pour La Légende du pianiste sur l'océan  (La Leggenda del pianista sull'oceano) et Sunshine

### Années 2000
- 2000 : Vittorio Storaro pour Goya (Goya en Burdeos)
- 2001 : Bruno Delbonnel pour Le Fabuleux Destin d'Amélie Poulain
- 2002 : Paweł Edelman pour Le Pianiste (The Pianist)
- 2003 : Anthony Dod Mantle pour Dogville de Lars von Trier et 28 Jours plus tard (28 Days Later)
- 2004 : Eduardo Serra pour La Jeune Fille à la perle (Girl With A Pearl Earring)
- 2005 : Franz Lustig – Don't Come Knocking
  - Bruno Delbonnel – Un long dimanche de fiançailles
- 2006 : (ex æquo)
  - Barry Ackroyd pour Le vent se lève (The Wind that Shakes the Barley)
  - José Luis Alcaine pour Volver
- 2007 : Frank Griebe pour Le Parfum, histoire d'un meurtrier (Das Parfum - Die Geschichte eines Mörders)
- 2008 : Marco Onorato pour Gomorra
- 2009 :
  - Slumdog Millionaire – Anthony Dod Mantle
  - Antichrist – Anthony Dod Mantle
  - Un prophète – Stéphane Fontaine

### Années 2010
- 2010 : Giora Bejach pour Lebanon
  - Caroline Champetier pour Des hommes et des dieux
  - Pavel Kostomarov pour Comment j'ai passé cet été (Как я провел этим летом)
  - Barış Özbiçer pour Miel (Bal)

- 2011 : Manuel Alberto Claro pour Melancholia
  - Fred Kelemen pour Le Cheval de Turin (A torinói ló)
  - Guillaume Schiffman pour The Artist
  - Adam Sikora pour Essential Killing

- 2012 : Sean Bobbitt pour Shame
  - Bruno Delbonnel pour Faust
  - Darius Khondji pour Amour
  - Gökhan Tiryaki pour Il était une fois en Anatolie (Bir Zamanlar Anadolu'da)
  - Hoyte van Hoytema pour La Taupe (Tinker Tailor Soldier Spy)

- 2013 : Asaf Sudry pour Le cœur a ses raisons (למלא את החלל)

- 2014[1] : Łukasz Żal et Ryszard Lenczewski pour Ida
- 2015 : Martin Gschlacht pour Goodnight Mommy
- 2016 : Camilla Hjelm Knudsen pour Les Oubliés
- 2017 : Mikhaïl Kritchman pour Faute d'amour
- 2018 : Martin Otterbeck pour Utoya, 22 juillet
- 2019 : Robbie Ryan pour La Favorite

### Années 2020
- 2020 : Matteo Cocco pour Je voulais me cacher
- 2021 : Crystel Fournier pour Great Freedom
- 2022 : Kate McCullough pour The Quiet Girl
- 2023 : Rasmus Videbæk pour Bastarden
- 2024 : Benjamin Kračun pour The Substance